# Kanton Petit-Bourg
Kanton Petit-Bourg is een kanton van het Franse departement Guadeloupe. Kanton Petit-Bourg maakt deel uit van het arrondissement Basse-Terre. Het kanton telde 19.607 inwoners op 1 januari 2022.

## Gemeenten
Het kanton Petit-Bourg omvat de volgende gemeenten:
- Goyave
- Petit-Bourg (deels)